# Hong Kong nos Jogos Paralímpicos de Verão de 2012
Hong Kong foi um dos participantes dos Jogos Paralímpicos de Verão de 2012, na cidade de Londres, no Reino Unido.

## Desempenho

### Bocha
Individual misto
| Atleta        | Evento         | Fase de Grupos/ Eliminatória | Fase de Grupos/ Eliminatória | 16 Avos              | Oitavas de final          | Quartas de final     | Semifinal            | 3°lugar Final        | 3°lugar Final |             |
| Atleta        | Evento         | Adversário Resultado         | Pos                          | Adversário Resultado | Adversário Resultado      | Adversário Resultado | Adversário Resultado | Adversário Resultado | Pos           |             |
| ------------- | -------------- | ---------------------------- | ---------------------------- | -------------------- | ------------------------- | -------------------- | -------------------- | -------------------- | ------------- | ----------- |
| Mei Yee Leung | Individual BC1 | BYE                          | BYE                          | MEX E. Flores V 6-2  | POR J. P. Fernandes D 1-6 | Não avançou          | Não avançou          | Não avançou          | Não avançou   |             |
| Kam Lung Wong | Individual BC1 | BYE                          | BYE                          | BYE                  | CHN Q. Zhang D 1-9        | Não avançou          | Não avançou          | Não avançou          | Não avançou   | Não avançou |